# NGC 2789
NGC 2789 (другие обозначения — UGC 4875, MCG 5-22-26, ZWG 151.35, IRAS09120+2956, PGC 26089) — линзовидная галактика в созвездии Рака. Открыта Эдуардом Стефаном в 1883 году.
По всей видимости, галактику наблюдал Генрих Луи д’Арре в 1862 году, но ошибся на 1 час в записи прямого восхождения и на 1 минуту дуги в записи склонения. Его открытие вошло в Новый общий каталог как NGC 3167. Описание галактики, которую наблюдал д’Арре, хорошо подходит и для NGC 2789, поэтому такая ошибка считается вероятной.
В галактике вспыхнула сверхновая SN 2009cz типа Ia, её пиковая видимая звездная величина составила 17,9, скорость расширения оболочки составила 13 тысяч км/с. Галактика находится на расстоянии в 85 мегапарсек. Позади NGC 2789, на том же луче зрения, находится галактика с активным ядром. Её красное смещение составляет 0,32. Является источником рентгеновского излучения.